# Ding Liren
Ding Liren (Chinees: 丁立人, Wenzhou, 24 oktober 1992) is een schaakgrootmeester uit China. Hij bereikte in november 2018 met 2816 zijn hoogste FIDE-rating. Hij was van april 2023 tot december 2024 wereldkampioen.
Ding bleef van augustus 2017 tot november 2018 ongeslagen, met 29 overwinningen en 71 remises. Deze reeks van 100 ongeslagen wedstrijden was de langste in het topschaken ooit, totdat Magnus Carlsen 125 wedstrijden achter elkaar tussen 2018 en 2020 niet verloor.

## Schaakcarrière
Ding is drievoudig Chinees Schaakkampioen, hij won 2009, 2011 en 2012, en vertegenwoordigde China vier keer tijdens de Schaakolympiade. China won in 2014 met Ding op het tweede bord en in 2018 met Ding op het eerste bord het goud. Hij won in 2015 en 2017 met China ook het Wereldkampioenschap schaken voor landenteams en zelf won hij daarbij in 2015 zilver voor zijn individuele prestaties.
Hij werd in augustus 2015 de tweede Chinese schaker, na Wang Yue, die de FIDE top 10 bereikte en was in juli 2016 de hoogst gerate blitzspeler. Hij was in 2018 de eerste Chinese schaker met een FIDE-rating van meer dan 2800 en heeft sindsdien de hoogste rating die een Chinese schaker ooit heeft gehaald.
Hij werd in september 2017 de eerste Chinese schaker ooit die zich voor het Kandidatentoernooi wist te kwalificeren, waar de winnaar de wereldkampioen mag uitdagen voor de wereldtitel schaken. Hij eindigde op de vierde plaats van de acht deelnemers met een score van 7.5/14 en was de enige zonder één keer te verliezen. Hij won één keer winst en 13 keer remise.
Ding won goud met China in de 43ste Schaakolympiade in Batoemi, in Georgië. Hij won daar ook het individuele goud voor zijn prestaties op het eerste bord met een rating van 2873.
Hij werd in april 2023 wereldkampioen door Jan Nepomnjasjtsjii in de rapid-tiebreaks van het Wereldkampioenschap schaken 2023 te verslaan. Na de reguliere partijen stond het 7-7, waarna vier rapidpartijen volgden. Ding won na drie remises met zwart de vierde rapidpartij. Hij deed aan de tweekamp mee nadat hij tweede was geworden op het kandidatentoernooi, maar Magnus Carlsen daarna besloot zijn titel niet te verdedigen.
Hij moest in november en december 2024 zijn wereldtitel tegen Gukesh verdedigen. Zij speelden daarvoor in Singapore het wereldkampioenschap schaken, maar Ding verloor de tweekamp in de laatste van de 14 reguliere wedstrijden.